# Новопетрівка (Василівський район)
Новопетрі́вка — село в Україні, у Василівському районі Запорізької області. Населення становить 265 осіб. Орган місцевого самоврядування — Новопетрівська сільська рада.

## Географія
Село Новопетрівка знаходиться на березі річки Білозерка, вище за течією на відстані 2,5 км розташоване село Качкарівка.

## Відомі люди
- Бабошко Оверко — допомагав пережити Голодомор 1932–1933 голодуючим[1].